# Compañía Mexicana Aerofoto
La Compañía Mexicana Aerofoto fue una empresa mexicana especializada en la fotografía aérea en territorio de la república mexicana y algunos países de América Latina. Fue fundada en 1930 por el piloto mexicano Luis Struck y en sus 58 años de funcionamiento logró acumular un acervo cercano a 1 millón de imágenes, abarcando un área de 1.2 millones de km².
La fotografías del acervo componen en su gran mayoría panorámicas de diferentes áreas de las entidades federativas de México y consisten en 18 lagos y lagunas, 73 cuencas fluviales, 9 zonas forestales, 22 presas, 20 distritos de riego, alrededor de 120 zonas urbanas y 2286 obras de ingeniería.
En América Latina, realizó colaboraciones en los levantamientos topográficos para la represa de Alto Anchicayá en Colombia, levantamientos aerofotogramétricos en República Dominicana y Panamá, el Sistema de Control de Impuestos Predial en Lima, Perú y el Catastro Urbano de Tegucigalpa, Honduras. Las escalas de las fotografías varían entre 1:2000 y 1:50 000.
En 1965, la Compañía Aerofoto fue adquirida por Grupo ICA, por lo que amplió sus servicios en las áreas de Aerofotogrametría, Catastro Urbano y Rural, y Geofísica. Funcionó hasta 1989, cuando la fotografía satelital se comenzaba a presentar como una alternativa mucho más conveniente y precisa. En el año 2000, Fundación ICA recibió la custodia del Acervo de Fotografías Aéreas tomadas entre 1930 y 1989 por Aerofoto, para su cuidado y conservación.
Aerofoto tuvo su hangar junto a la pista del actual Aeropuerto Internacional Benito Juárez de la Ciudad de México, antes de que se construyera la primera terminal de éste. Sus oficinas estuvieron en la esquina poniente de la avenida Casa del Obrero Mundial y Calle Pestallozi, en la Colonia Narvarte de la Ciudad de México.